# Elżbieta Zapendowska
Elżbieta Maria Zapendowska (ur. 11 maja 1947 w Starachowicach) – polska krytyczka muzyczna, specjalistka od emisji głosu, osobowość telewizyjna.

## Życiorys
Urodziła się w Starachowicach, a dorastała w Opolu. Jej ojciec był prawnikiem, pracował w wydziale finansowym w opolskim urzędzie. Ma starszego o pięć lat brata. Ukończyła Państwową Szkołę Muzyczną II stopnia w Opolu w klasie fortepianu. W 1966 zdała maturę w liceum w Niemodlinie. Studiowała pedagogikę na Akademii Muzycznej w Warszawie. 
W okresie studiów występowała w Teatrze Lalki i Aktora w Wałbrzychu. W latach 70. pracowała w Opolu jako nauczycielka gry na fortepianie w Szkole Muzycznej I stopnia oraz nauczycielka śpiewu w szkole podstawowej i liceum. W 1977 rozpoczęła pracę w Wojewódzkim Domu Kultury, w którym założyła Opolskie Studio Piosenki; jego wychowankowie byli rokrocznie laureatami ogólnopolskich festiwali muzycznych. Z pierwszymi uczniami studia założyła zespół Ballada, który z utworem „Wycinanki” zwyciężył w konkursie Debiutów na 16. Krajowym Festiwalu Piosenki Polskiej w Opolu (1978). W 1985 powołała wokalną grupę gospel Studio Singers, która zwyciężyła na festiwalu Estrada’88 i brała udział w licznych przeglądach jazzowych. Na początku lat 90. została zwolniona z pracy, a po dwuletnim okresie bezrobocia podjęła pracę w Miejskim Ośrodku Kultury.  
W 1992 rozpoczęła pracę w warszawskim teatrze Studio Buffo, w którym przygotowywała wokalistów do spektakli: Metro, Do grającej szafy grosik wrzuć, Grosik 2, Nie opuszczaj mnie i Tyle miłości. Przez następne sześć lat pracowała z zespołem Teatru Muzycznego „Roma” przy musicalach: Crazy for You, Piotruś Pan, Miss Saigon, Grease i Koty. Udzielała lekcji wykonawcom polskiej sceny muzycznej, takim jak m.in. Michał Bajor, Edyta Górniak, Łukasz Zagrobelny czy Doda. Uczestniczyła w nagraniach płyt m.in. Ryszarda Rynkowskiego, Maryli Rodowicz, Kasi Kowalskiej czy Marka Kościkiewicza.
Ogólnopolską rozpoznawalność zdobyła jako jurorka w programach rozrywkowych Polsatu: Idol (2002–2005, 2017), Jak oni śpiewają (2007–2009) i Must Be the Music. Tylko muzyka (2011–2016). W 2014 została uhonorowana przez Radę Miasta Opola tytułem Ambasadora Stolicy Polskiej Piosenki.
Była nauczycielką i jurorką na warsztatach i festiwalach muzycznych. W latach 2009–2022 prowadziła z Andrzejem Głowackim Szkołę Piosenki w Warszawie. W 2023 uruchomiła Studio Artystyczne Fraza w Warszawie. Rok później zapowiedziała koniec kariery zawodowej ze względu na pogarszający się stan jej zdrowia.

## Życie prywatne
Jest rozwiedziona, z byłym mężem ma córkę Olgę (ur. 1975). Jej życiowym partnerem był Andrzej Kruk.
Cierpi na krótkowzroczność, choruje na zaćmę i jaskrę, a także straciła wzrok w prawym oku.